# Village olympique de Berlin

Carte du village olympique des Jeux olympiques d'été de Berlin (1936).

Le village olympique de Berlin sert à héberger les athlètes des Jeux olympiques d'été de 1936.

## Historique

### Jeux olympiques de 1936
Les organisateurs des Jeux olympiques d'été de 1936 souhaitent construire un village olympique, mais manquent de fonds pour ce projet. Ils se tournent d'abord vers la ville de Berlin pour lui proposer la construction d'un nouveau quartier, mais la solution n'aboutit pas. L'armée accepte dans un premier temps de prêter des casernes du site militaire de Döberitz, à quatorze kilomètres du parc olympique. Le ministère de la défense décide finalement de construire un village neuf sur un terrain militaire vierge du site de Döberitz.
Le village olympique principal est finalement construit à Wustermark, à l'ouest de Berlin. Les architectes sont Werner March, Georg Steinmetz, Walter March et Heinrich Wiepking-Jürgensmann. La construction se fait entre 1934 et 1936, et il s'agit du premier village olympique construit en dur avec l'intention d'être permanent. D'autres villages olympiques, plus petits, sont érigés à d'autres endroits. À Kiel, quatre lieux d'hébergement servent à accueillir environ 250 athlètes pour les épreuves de voile, et 685 personnes participant aux épreuves d'aviron et de canoë, avec la seule exception du club d'aviron de Berlin, vivent à Berlin-Grünau dans le château et l'école de police de Berlin-Köpenick et dans les hangars du club d'aviron local. Le village olympique était placé sous le commandement de l'officier allemand Wolfgang Fürstner.
Le lieu peut héberger 4 600 personnes sur une superficie de 55 hectares, dont environ 10 % sont construits. Il est doté de 140 pavillons d'un étage, comprenant chacun huit à douze chambres, ainsi que de casernes militaires. Chaque pavillon porte le nom d'une ville allemande et est décoré par des étudiants allemands en art. En plus de ces pavillons, le village comprend des quartiers administratifs et techniques. On y compte un sauna, une poste, une banque, un centre médical, un restaurant ouvert aux personnes extérieures, des magasins et une blanchisserie. On y trouve aussi des équipements sportifs dont une piscine, une salle de sport et une piste d'athlétisme. Deux salles permettent les services religieux et une salle des fêtes peut accueillir jusqu'à mille personnes, avec des divertissements proposés chaque soir pendant les Jeux. Parmi ces divertissements, on note des concerts en pleine journée, des performances par des troupes internationales de danse et un concert de l'Orchestre philharmonique de Berlin aux flambeaux. Un journal, Der Dorfbote, est distribué dans le village.
Le village olympique est agrémenté de quarante salles à manger, chacune réservée à une délégation nationale, à l'exception d'un athlète haïtien venu seul et partageant ses repas avec l'équipe brésilienne. Ces salles à manger sont regroupées dans un grand bâtiment appelé le Speisesaal der Nationen (« Restaurant des nations »). En trois semaines, les athlètes et leur personnel d'encadrement mangent 100 vaches, 91 cochons, plus de 650 agneaux et boivent 8 000 livres de café.
En février 1936, le nombre d'athlètes est largement supérieur aux prévisions. Une série de bâtiments militaires est prêtée aux organisateurs pour héberger un millier de personnes supplémentaires. Les femmes sont logées dans des dortoirs pour étudiants dans le parc olympique. Leni Riefenstahl est une des rares femmes autorisées à visiter le village olympique, et elle y filme des scènes des Dieux du stade.
Les premières équipes arrivent le 20 juin 1936 et les dernières équipent partent le 20 août de la même année. Le transport des athlètes se fait en bus.

### Postérité
Après les Jeux olympiques, le village olympique est utilisé par l'armée allemande de 1936 à 1945, d'abord comme centre d'entraînement puis comme hôpital de campagne. Il sert d'abri à des réfugiés allemands après la guerre, puis l'armée soviétique l'utilise de 1947 à 1991, notamment comme centre de torture, en démolissant de nombreux pavillons pour en recycler les matériaux de construction. Dans les années 2010, il ne reste que 21 pavillons. Après 1992, plusieurs projets visent à le rénover et à le convertir en hôtel, en hôpital, en centre d'entraînement sportif ou encore en centre de conférences, mais tous ces projets sont abandonnés à cause de leur coût trop élevé. En 1993, le lieu devient un monument historique, et en 2004 il est rouvert sous la forme d'un musée en plein air. La visite guidée inclut notamment une visite de la chambre de Jesse Owens.
En 2016, la municipalité de Wustermark annonce vouloir le convertir en un millier d'appartements, tout en respectant son statut de monument historique.

## Galerie

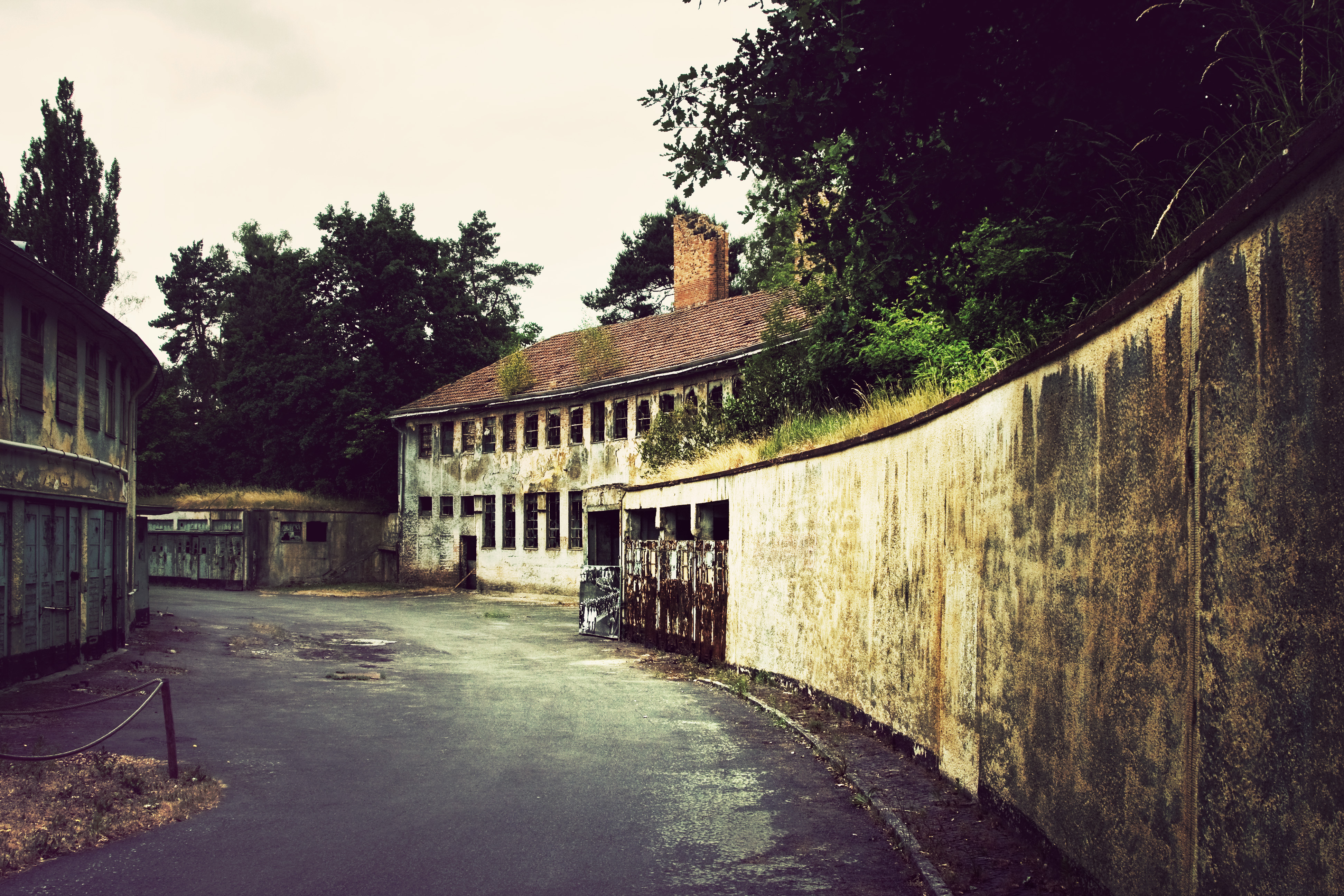
Un bâtiment du village olympique des Jeux olympiques d'été de 1936 à Berlin.
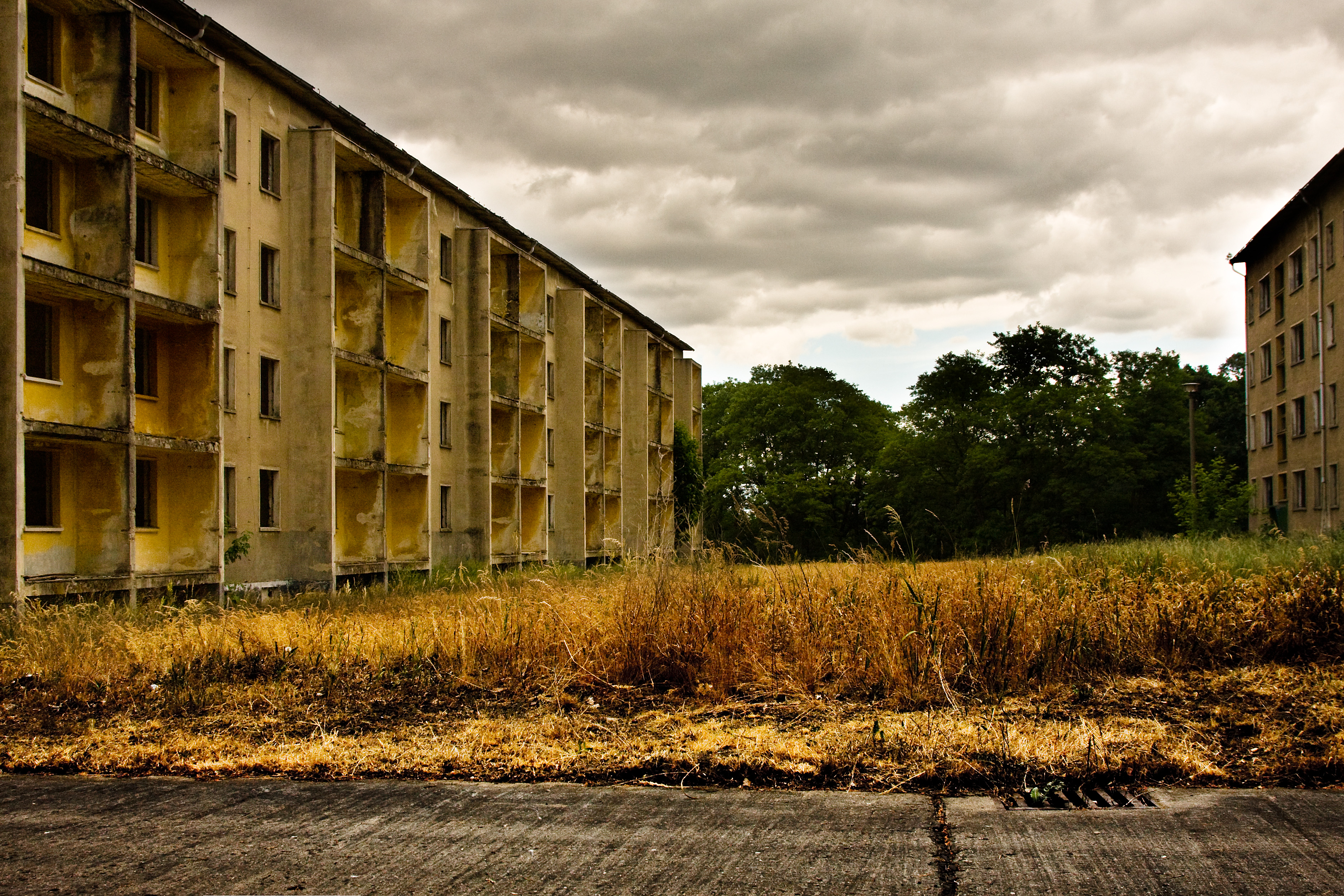
Un bloc d'appartements du village olympique en 2008.
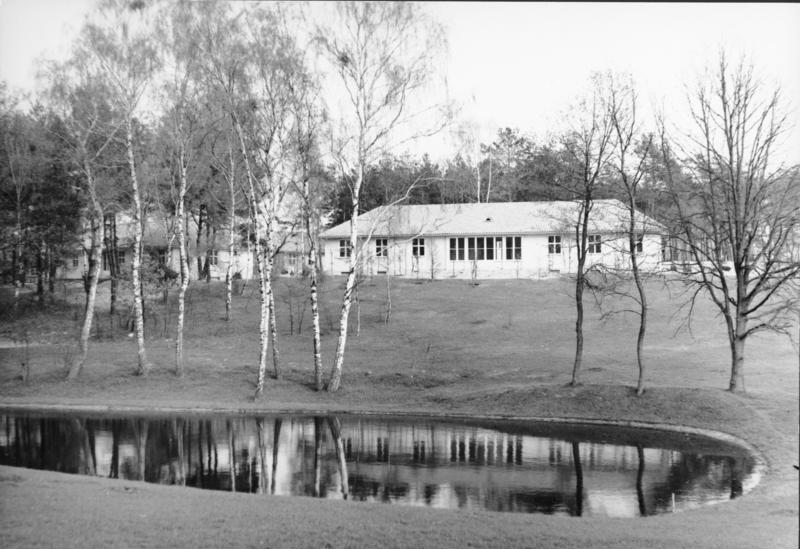
Photo d'époque d'un bâtiment du village olympique.
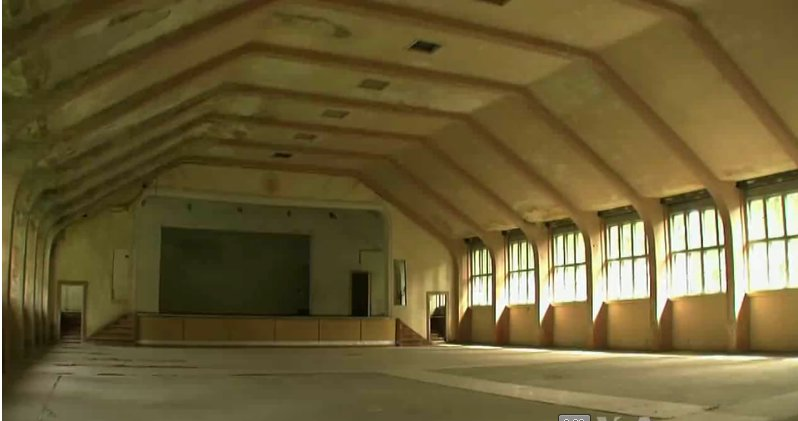
Une salle à manger du Restaurant des nations en 2012.
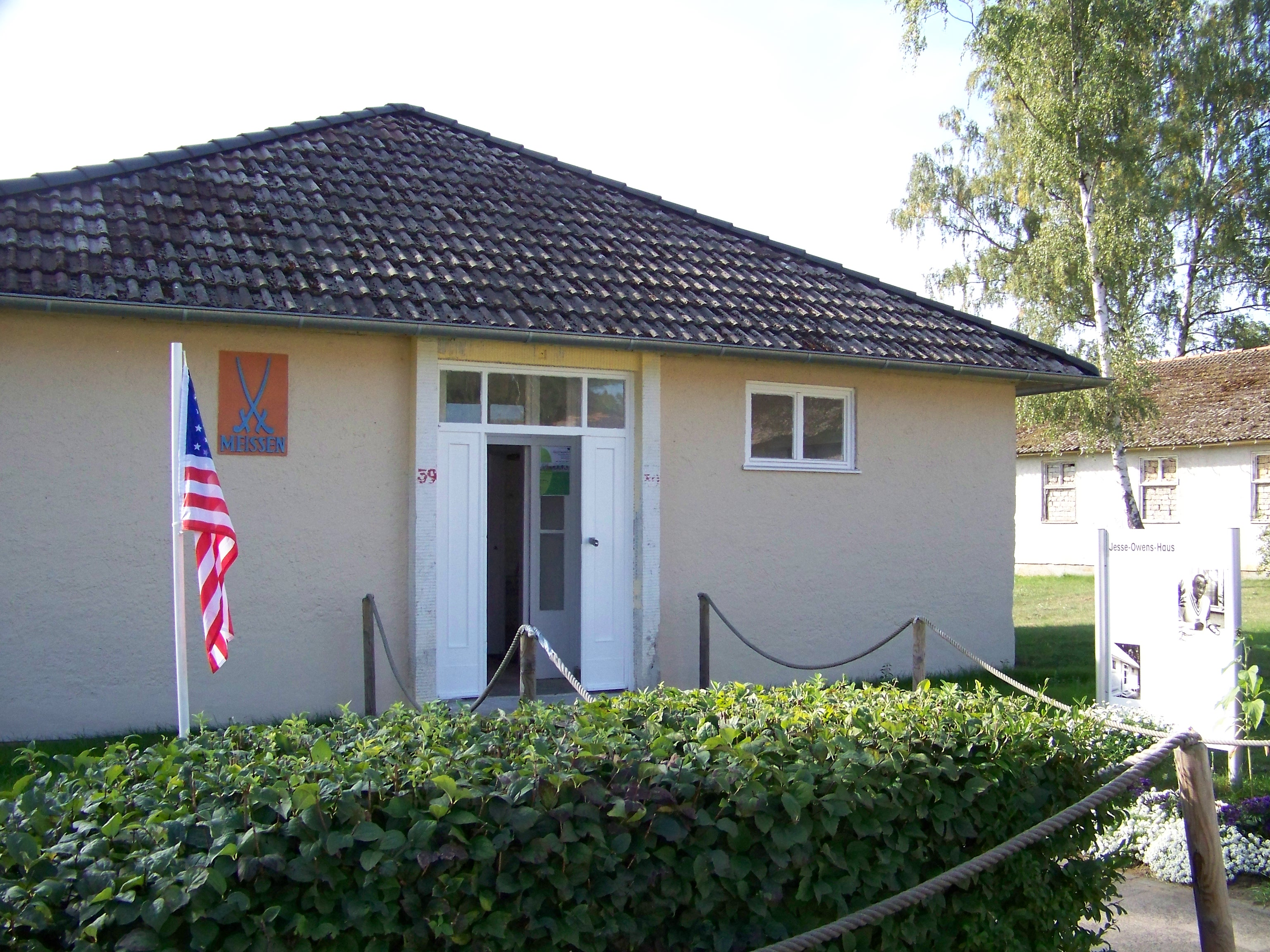
Le pavillon ayant hébergé Jesse Owens, assorti d'un panneau d'explications et photographié en 2009.
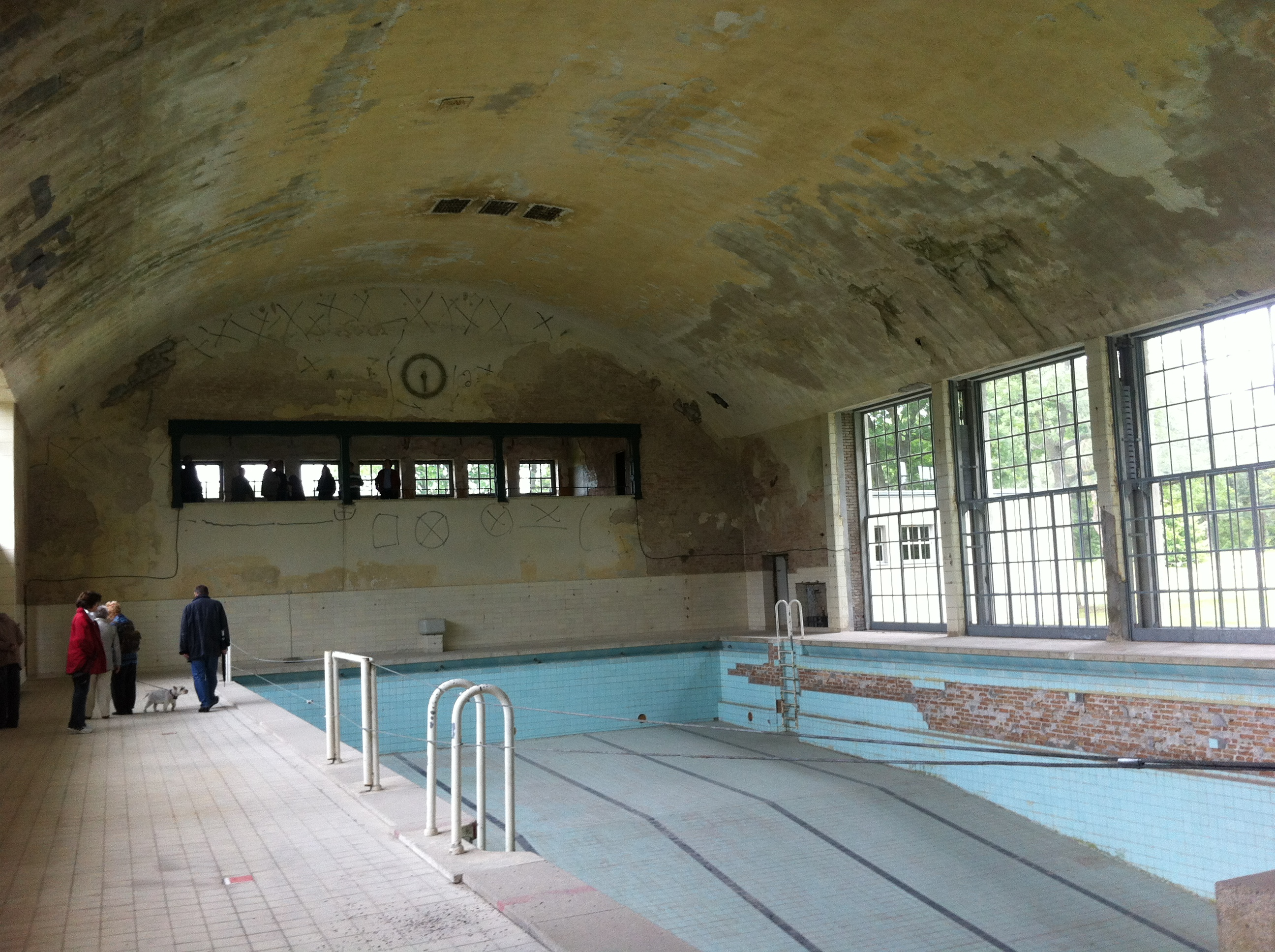
La piscine du village olympique, en 2013.